# Isla Desolación
La isla Desolación forma parte del archipiélago de Tierra del Fuego ubicado en la región austral de Chile. Pertenece al sector que para su estudio se ha denominado como de las islas del NO.
Administrativamente pertenece a la Región de Magallanes y Antártica Chilena, provincia de Magallanes, comuna de Punta Arenas.
Desde hace aproximadamente 6000 años sus costas fueron habitadas por el pueblo kawésqar. A comienzos del siglo XXI este pueblo había sido prácticamente extinguido por la acción de los colonizadores.

## Historia
Debido a su carácter montañoso y accidentado y a la carencia de recursos, la isla ha estado deshabitada y solo de vez en cuando era recorrida por miembros del pueblo kawesqar, pueblo que a mediados del siglo XIX había prácticamente desaparecido por la acción del hombre blanco.[cita requerida]
Hasta comienzos del siglo XIX esta región fue llamada Tierra de la Desolación y se creía que formaba parte de la isla Santa Inés.
En febrero de 1827 el comandante Pringle Stokes con el HMS Beagle, efectuó el levantamiento de la costa norte de la isla Desolación y determinó la posición del cabo Pilar, extremidad norte de la isla y que constituye la punta sur de la boca occidental del estrecho de Magallanes. Durante este levantamiento, en puerto Misericordia, tomó contacto con varias familias fueguinas.
Posteriormente, durante el mes de diciembre de 1829, el comandante Robert Fitz Roy al mando del HMS Beagle efectuó el reconocimiento y trabajos hidrográficos en la costa sur de isla Desolación. Levantó bahía Dislocación, bahía Barrister y los pasos y bahías existentes en los alrededores de las islas Graves, Week y Recalada. Visualizó la existencia de dos canalizos que comunicarían la bahía Otway con el estrecho de Magallanes, pero por falta de tiempo no los exploró. Tanto en las cercanías de la isla Graves como en la isla Recalada tomó contacto con grupos de indígenas kawésqar.

## Geografía
El archipiélago de Tierra del Fuego se extiende al S y al E del estrecho de Magallanes.(Argentina),entre los océanos Pacífico y Atlántico. Dentro de sus límites hay agrupadas una infinidad de islas grandes y pequeñas que forman una complicada red de canales, bahías y profundos senos. Atendiendo a la extensión y curso de los canales que lo cruzan se ha dividido, para su estudio, en tres porciones principales que son a) las islas del NO, b) la isla Grande y c) las islas del S y del SE. La isla Desolación pertenece al grupo a) de las islas del NO. que se encuentran al occidente de los canales Magdalena y Cockburn.
Desde el punto vista orográfico y relieve el archipiélago fueguino puede considerarse dividido en dos secciones bien definidas: la zona cordillerana o insular, y la zona pampeana. La primera comprende todas las islas situadas al sur del estrecho de Magallanes y el tercio austral de la isla Grande de Tierra del Fuego, mientras que el resto de la misma forma parte de la segunda. Desolación pertenece a la zona cordillerana o insular. El relieve es muy abrupto, siendo su cumbre más alta el monte Harte Dyke de 1.097 metros.
Mide 71 millas de largo en dirección general WNW a ESE por 12 millas en su parte más ancha de N a S. Al norte limita con el estrecho de Magallanes, por el este con el canal Abra que la separa de la isla Santa Inés y de las islas Rice Trebor y por el sur y el oeste con el océano Pacífico.
El terreno es alto y escarpado. Hay muchas lagunas entre colinas escarpadas y estériles. En los valles que están resguardados del viento predominante del oeste crecen muchos árboles. En las bahías se obtiene agua dulce de arroyos y hay abundante leña.
En sus costas se abren numerosas bahías y senos que casi la cortan transversalmente, estas profundas entradas son los últimos vestigios de los grandes ventisqueros y campos de hielo que la cubrieron en el pasado. En la parte norte de la isla se encuentran: Puerto Misericordia, bahía Tuesday, bahía Trujillo, bahía Félix, bahía Wodsworth, puerto Churruca y puerto Upright entre otros. En la parte sur se tiene caleta Mataura, puerto Loberos, bahía Dislocación, bahía Latitud y bahía Otway.

### Clima
En el sector de la isla reina casi permanentemente el mal tiempo, cae copiosa lluvia y el cielo está nublado. El clima se considera de carácter marítimo, con temperaturas parejas durante todo el año. El viento predominante es del oeste y sopla casi en forma continua y sin interrupción. Se puede decir que el régimen permanente es de mal tiempo bajo todas sus formas. 

### Flora y fauna
Hay bayas silvestres y un tipo de alga marina.
Abundan los gansos y patos silvestres. En la costa se obtienen choros, lapas, huevos de mar (erizos). Llegan a sus costas lobos de mar, nutrias, delfines y ballenas.

## Geología
Desde el punto geológico constituye la continuación del extremo meridional de América. Por la constitución del suelo, pertenece al período terciario.
Durante el levantamiento del comandante Fitz Roy en 1829 a la altura de isla Graves se encontraron rocas de pórfido rojo y un tramo de cerca de dos acres de arena blanca finamente cubierto con hierba.